# Rezbartsi
Rezbartsi (Bulgaars: Резбарци) is een dorp in het zuiden van Bulgarije. Het dorp is gelegen in de gemeente Kardzjali in de oblast Kardzjali. Het dorp ligt hemelsbreed 2 km ten zuidoosten van Kardzjali en 206 km ten zuidoosten van de hoofdstad Sofia.

## Bevolking
Het dorp Rezbartsi had bij een schatting van 2020 een inwoneraantal van 733 personen. Dit waren 37 mensen (5,3%) meer dan 696 inwoners bij de officiële census van februari 2011. De gemiddelde jaarlijkse groei in die periode komt daarmee uit op 0,52%, hetgeen hoger is dan het landelijk jaarlijks gemiddelde over deze periode (-0,63%). 
- 1934 187
Koninkrijk Bulgarije
- 1946 183
Volksrepubliek Bulgarije
- 1956 190
Volksrepubliek Bulgarije
- 1965 243
Volksrepubliek Bulgarije
- 1975 299
Volksrepubliek Bulgarije
- 1985 697
Volksrepubliek Bulgarije
- 1992 541
Republiek Bulgarije
- 2001 605
Republiek Bulgarije
- 2011 696
Republiek Bulgarije
- 2020 733
Republiek Bulgarije

- Koninkrijk Bulgarije
- Volksrepubliek Bulgarije
- Republiek Bulgarije

In het dorp wonen etnische Turken en Bulgaren. In de optionele volkstelling van 2011 identificeerden 299 van de 567 ondervraagden zichzelf als etnische Turken - oftewel 52,7% van alle ondervraagden, terwijl 266 ondervraagden zichzelf etnische Bulgaren noemden (46,9%).
| Etnische samenstelling van de respondenten (2011) | Etnische samenstelling van de respondenten (2011) | Etnische samenstelling van de respondenten (2011) | Etnische samenstelling van de respondenten (2011) | Etnische samenstelling van de respondenten (2011) |
| ------------------------------------------------- | ------------------------------------------------- | ------------------------------------------------- | ------------------------------------------------- | ------------------------------------------------- |
|                                                   |                                                   |                                                   |                                                   |                                                   |
| Bulgaren                                          | Bulgaren                                          |                                                   | 46,9%                                             | 46,9%                                             |
| Turken                                            | Turken                                            |                                                   | 52,7%                                             | 52,7%                                             |
| Roma                                              | Roma                                              |                                                   | 0,0%                                              | 0,0%                                              |
| Anders/Onbekend                                   | Anders/Onbekend                                   |                                                   | 0,4%                                              | 0,4%                                              |